# 小行星8729
小行星8729（8729 Descour）是一颗绕太阳运转的小行星，为主小行星带小行星。该小行星于1996年11月5日发现。

## 轨道参数
小行星8729的轨道半长轴为2.4148375 UA，离心率为0.035。